# Woodlawn Beach (Floride)
Woodlawn Beach est une census-designated place du comté de Santa Rosa, dans l'État de Floride, aux États-Unis,. En 2020, elle compte une population de 2 741 habitants.